# Кошкова
Кошкова или Кошковка, Кошачья, Кошка (укр. Кошківка) — левый приток реки Большой Куяльник, расположенная на территории Березовского, Ширяевского и Ивановского районов (Одесская область, Украина).

## География
Длина — 50 км. Площадь бассейна — 431 км². На протяжении почти всей длины пересыхает, верхнее течение — наименее маловодное. Русло слабоизвилистой, шириной до 5 м и глубиной до 1 м. Долина симметричная, шириной до 1,5 км, изрезана ярами и промоинами. Есть пруды. Характерны весенние и летние паводки. Используется для орошения.
Берёт начало на юге села Анатольевка. Река течёт на юго-восток, юго-запад. Впадает в Большой Куяльник (на 13-м км от её устья) западнее села Русская Слободка.
Притоки: (от истока к устью) Глубокая/Райкова, Руднева, Изор, Сухая, прочие безымянные балки
Населённые пункты (от истока к устью):
Березовский район
1. Анатольевка
2. Шутово
3. Червонобаговица[3]
4. Спиридонов[3]
5. Степановка[3]
6. Кринички

Ширяевский район
1. нет

Ивановский район
1. Новаково

Березовский район
1. Шевченко[3]

Ивановский район
1. Соколово
2. Джугастрово
3. Красина[3]
4. Шустовка[3]
5. Калиновка
6. Ульяновка[4]
7. Волково
8. Гудевичево
9. Большой Буялык[5]
10. Лизинка
11. Русская Слободка